# Сермон, Уэйн
Дэниел Уэйн «Крыло» Сермон — американский музыкант, гитарист американской рок-группы Imagine Dragons, основанной в Лас-Вегасе, штат Невада.

## Биография
Дэниел Уэйн Сермон родился 15 июня 1984 года в Солт-Лейк-Сити, штата Юта, в многодетной мормонской семье, где помимо Дэниеля росли ещё четверо детей. Дэниел Уэйн окончил музыкальный колледж Беркли, где и оттачивал своё мастерство игры на гитаре.

## Imagine Dragons. Начало успешной карьеры
Дэниел является гитаристом и бэк-вокалистом американской группы Imagine Dragons, именно здесь он стал известен по своему второму имени, ведь также в группе ещё вокалиста и барабанщика зовут Дэниел, и, ввиду путаницы, Сермона стали именовать Уэйном. Дэниел Уэйн вступил в группу по приглашению друга Дэна в 2009 году. Прозвище «Крыло» ему дали друзья, когда однажды на концерте менеджер позвал его по имени (Wayne), однако всем послышалось «wing» (крыло).
Дэниелу очень импонирует золотой цвет, из-за чего большинство его гитар — золотые.

## Религия
Дэниел долгое время был мормоном, но позже покинул церковь со своей супругой, о чём подробно рассказал на подкасте Mormon Stories.

## Личная жизнь
Уэйн женат на своей лучшей подруге — Александре Сермон (балерина, впоследствии фотограф). Александру можно увидеть в клипе Imagine Dragons «On Top Of The World». 26 июля 2014 года у Уэйна и Александры родился сын — Ривер Джеймс Сермон, а 21 января 2016 родился второй сын — Вольфганг Александр Сермон. Летом 2018 года пара объявила, что ожидает рождения девочки. В октябре у пары родилась девочка Санни Рей Сермон, о чём пара объявила лишь в ноябре, так как Санни родилась на свет с проблемами со здоровьем. 

## Награды
- Орден «За заслуги» III степени (23 августа 2022 года, Украина) — за значительные личные заслуги в укреплении межгосударственного сотрудничества, поддержку государственного суверенитета и территориальной целостности Украины, весомый вклад в популяризацию Украинского государства в мире[1].